# Taiyo Koga
Taiyo Koga (født 28. oktober 1998) er en japansk fodboldspiller, som spiller for den japanske fodboldklub Kashiwa Reysol.